# Kościół św. Wita w Śmiglu
Kościół świętego Wita w Śmiglu – rzymskokatolicki kościół znajdujący się w mieście Śmigiel, w województwie wielkopolskim.
Jest to budowla o konstrukcji szkieletowej, wypełnionej cegłami i kamieniami polnymi, wybudowana w 1769 roku na miejscu najstarszej w mieście świątyni z czternastego stulecia. Została wzniesiona na planie krzyża łacińskiego. W 1908 roku została odrestaurowana. W latach siedemdziesiątych i dziewięćdziesiątych XX wieku była remontowana.
Kościół jest jednonawowy, salowy. Prezbiterium świątyni znajduje się od strony zachodniej i jest zamknięte trójbocznie, Od strony południowej mieści się zakrystia, od strony północnej kaplica, tworzące jakby transept. Od strony wschodniej jest umieszczona wieża posiadająca kruchtę w przyziemiu. Dachy kościoła są pokryte blachą. Górna część wieży posiada konstrukcję słupową i jest oszalowana. Wieża jest zwieńczona cebulastym hełmem gontowym. Wnętrze przykryte jest przez nowszy strop kratownicowy z listwami. Posadzka we wnętrzu została wzniesiona z cegieł.
Wyposażenie świątyni stanowią m.in. tryptyk w stylu późnogotyckim wykonany z drewna lipowego w 1506 roku, umieszczony w drewnianej obudowie w stylu wczesnobarokowym z 1645 roku. Ołtarz boczny pochodzi z około 1645 roku i reprezentuje styl wczesnobarokowy. Znajduje się w nim rzeźba Pietà w polu centralnym i późnogotycka rzeźba św. Anny z Maryją, pochodząca z około 1506 roku, umieszczona w zwieńczeniu.